# Szczecin Pogodno (przystanek kolejowy)
Szczecin Pogodno – kolejowy przystanek osobowy w Szczecinie położony przy Moście Akademickim w ciągu ul. Mickiewicza (w pobliżu skrzyżowania z ul. Twardowskiego) we wschodniej części osiedla Pogodno. Znajduje się na nieczynnej dla ruchu pasażerskiego linii do Trzebieży w odległości 4,84 km od Szczecina Głównego.

## Informacje ogólne
Dawna niemiecka nazwa stacji (niem. Stettin Kreckower Str.) w tłumaczeniu oznacza ul. Krzekowską (obecna ul. Mickiewicza). Z tego względu jej pierwszą, acz błędną, nazwą była Szczecin Krzekowo. W tym samym czasie nazwę Szczecin Pogodno nosiła stacja Szczecin Łękno. Nazwy dwu ostatnich stacji zmieniono rok później. 
W 1973 na peronie zbudowano żelbetową, brutalistyczną wiatę peronową wg projektu Danuty Rusieckiej.
Po zamknięciu linii dla ruchu pasażerskiego w 2002, przez stację przejeżdżają tylko pociągi towarowe, a czasem także pociąg z kibicami (końcowa stacja) udającymi się na mecz na pobliskim stadionie miejskim. Najbliżej zlokalizowanym przystankiem ZDiTM jest „Karłowicza”.

## Modernizacja
W związku z planowanym uruchomieniem Szczecińskiej Kolei Metropolitalnej przeprowadzona ma zostać modernizacja przystanku obejmująca swoim zakresem remont peronu i wiaty, budowę nowej kładki nad torowiskiem, a także utworzenie parkingu rowerowego. Początkowo planowana była rozbiórka istniejącej żelbetowej wiaty i budowa nowego zadaszenia, jednak w grudniu 2019 r. Wojewódzki Konserwator Zabytków w Szczecinie wydał decyzję o wpisaniu wiaty do Wojewódzkiego Rejestru Zabytków. 
W połowie maja 2024 rozpoczęły się prace związane z podwyższeniem wiaty peronowej w związku z koniecznością dostosowania wysokości peronu do współczesnych norm. Po zakończeniu podwyższania wiata przejdzie renowację. 